# Institut Geena Davis
 (janvier 2025).
L' Institut Geena Davis (Geena Davis Institute en anglais) est une organisation à but non lucratif américaine basée à Marina del Rey, en Californie, dirigée par la présidente et directrice générale Madeline Di Nonno et présidée par l'actrice Geena Davis,. L'institut fonctionne selon une philosophie de collecte et de partage de données sur les iniquités de genres devant et derrière la caméra.

## Histoire

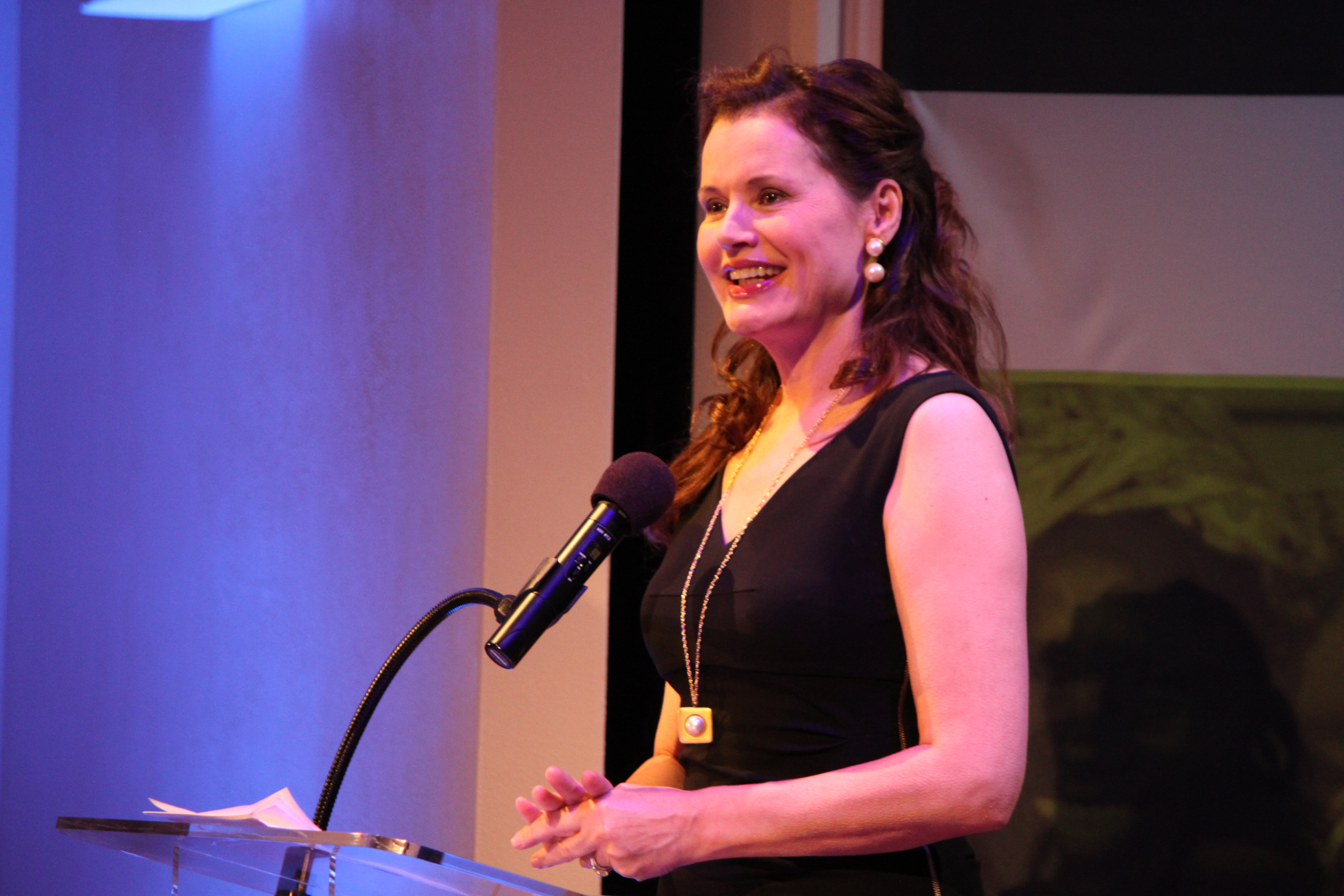
La fondatrice, l'actrice hollywoodienne Geena Davis, lors d'un discours dans le cadre de l'événement du compte à rebours des Objectifs du millénaire pour le développement dans le bâtiment de la Fondation Ford à New York, abordant les rôles et les questions de genre dans le cinéma (24 septembre 2013)

L'Institut Geena Davis a été fondée en 2004 par Geena Davis. Elle a fondé l'Institut pour recueillir des données sur la représentation des genres sexués dans les médias après avoir remarqué un déséquilibre dans la représentation des personnages masculins et féminins à la télévision pour enfants alors que sa fille était encore petite,,. Le GDI a depuis élargi ses angles de recherche pour inclure l'étude d’autres types de représentation devant et derrière la caméra, notamment l’identité de genre, la diversité ethnique et culturelle, l’orientation sexuelle, le handicap, l’âge et le type de corps. L’hypothèse de départ de Davis était qu'il était nécessaire d'obtenir davantage de données et de statistiques concernant le manque de représentation diversifiées à l'écran, afin d'effectuer des changements et générer une représentation plus égalitaire.
En 2010, le GDI et la Fondation de l'Academy of Television Arts &amp; Sciences se sont associés pour créer un prix présenté lors des College Television Awards, récompensant les productions étudiantes pour leur travail faisant preuve de diversité et d'égalité des sexes. L'organisation a travaillé avec Ford Motor Company en 2017 pour créer une série vidéo intitulée #ShesGotDrive, qui visait à « (remettre en question) les stéréotypes dans les médias destinés aux enfants ». GDI a reçu un Governors Award en 2022 de l'Academy of Television Arts & Sciences pour ses efforts visant à améliorer la représentation égale des sexes dans le divertissement,.

## Recherche, militantisme et impact
Le GDI publie une recherche annuelle sur la représentation de divers groupes dans les médias. Les sujets abordés portent sur la représentation générale des personnages dans les médias selon le sexe, et sur les rôles parlants des personnages selon le sexe,.
En 2012, GDI a reçu une subvention de 1,2 million US$ de Google. La même année, afin d'accroître la rapidité et l'efficacité de l'analyse de données, l'organisation a lancé le logiciel de reconnaissance vidéo et sonore Geena Davis Inclusion Quotient avec des algorithmes qui identifient le sexe et le temps d'écran des personnages dans les médias. En examinant les films sortis en 2014 et 2015, le logiciel a permis de mettre au jour le fait que les personnages masculins étaient présents à l'écran environ deux fois plus souvent que les personnages féminins. En 2019, le logiciel a constaté que la représentation des sexes dans la télévision pour enfants était à peu près égale, les rôles féminins dépassant légèrement les rôles masculins.
Le GDI a lancé le Symposium mondial sur le genre dans les médias à l'échelle internationale en 2015 au Festival du film BFI de Londres.
En 2017, 21st Century Fox a chargé GDI de mener des recherches sur "l'effet Scully", c'est-à-dire que l'organisation a constaté que 63 % des femmes travaillant dans les domaines des sciences, technologies, ingénierie et mathématiques (STIM) attribuaient leur choix de carrière à la forte impression laissée sur elles par le personnage de Dana Scully, dans la série X-Files,. L’année suivante, le GDI et la Fondation Lyda Hill ont mené une étude sur la représentation des femmes dans les carrières en STIM dans les médias. Ils ont constaté que la représentation médiatique des hommes évoluant dans les domaines des STIM était environ deux fois plus élevée que celle des femmes, et que ce déséquilibre dans les représentations médiatiques pouvait contribuer à décourager les filles de poursuivre des carrières en STIM dans la vie réelle,,.
Le GDI et le laboratoire d'analyse et d'interprétation des signaux de l'Université de Californie du Sud se sont associés pour créer Spellcheck for Bias, un logiciel d'intelligence artificielle qui analyse les scénarios pour détecter les « stéréotypes et autres choix problématiques », notamment concernant le sexe, l'appartenance ethnique, le situations de handicap et l'orientation sexuelle,. Disney a commencé à utiliser le logiciel en 2019 pour examiner la représentation des genres dans ses productions et Universal Filmed Entertainment Group a commencé à l'utiliser en 2020 pour identifier la représentation des personnages latinos dans ses productions.
Après avoir pris connaissance des résultats d'une enquête menée par GDI et commandée par The Lego Group (TLG), TLG a annoncé en 2021 des changements dans sa gamme de jouets pour supprimer les stéréotypes de genre.
GDI, Rose Pictures et Besties Make Movies se sont associés pour réaliser le documentaire Nothing Fits, annoncé en 2023. Le film vise à analyser l’intersection entre les médias, l’ industrie de la mode et l’image corporelle. La même année, il a été annoncé que GDI coproduirait une adaptation canadienne du documentaire This Changes Everything.
- Exploitation des femmes dans les médias de masse
- Misogynie et médias de masse
- Médias et genre
- Égalité des sexes
- Féminisme et médias